# Кавадзима
Кавадзима (яп. 川島町 Кавадзима-мати) — посёлок в Японии, находящийся в уезде Хики префектуры Сайтама. Площадь посёлка составляет 41,72 км², население — 21 079 человек (1 августа 2014), плотность населения — 505,25 чел./км².

## Географическое положение
Посёлок расположен на острове Хонсю в префектуре Сайтама региона Канто. С ним граничат города Кавагоэ, Хигасимацуяма, Агео, Окегава, Китамото, Сакадо и посёлок Йосими.

## Население
Население посёлка составляет 21 079 человек (1 августа 2014), а плотность — 505,25 чел./км². Изменение численности населения с 1980 по 2005 годы:
| 1980 | 17 393 чел. |  |
| 1985 | 19 865 чел. |  |
| 1990 | 21 946 чел. |  |
| 1995 | 23 134 чел. |  |
| 2000 | 23 322 чел. |  |
| 2005 | 22 906 чел. |  |

## Символика
Деревом посёлка считается османтус, цветком — Iris ensata, птицей — полевой жаворонок.